# El Consuelo, Chihuahua
El Consuelo är en ort i Mexiko.   Den ligger i kommunen Carichí och delstaten Chihuahua, i den nordvästra delen av landet, 1 300 km nordväst om huvudstaden Mexico City. El Consuelo ligger 2 408 meter över havet och antalet invånare är 110.
Terrängen runt El Consuelo är lite kuperad. Runt El Consuelo är det mycket glesbefolkat, med 2 invånare per kvadratkilometer. Närmaste större samhälle är Sojahuachi, 18,5 km sydväst om El Consuelo. I omgivningarna runt El Consuelo växer huvudsakligen savannskog.